# Winter fall
「winter fall」（ウィンター・フォール）は、日本のロックバンド、L'Arc〜en〜Cielの8作目のシングル。1998年1月28日発売。発売元はKi/oon Sony Records。

## 概要
前作「虹」以来約3ヶ月ぶりとなるシングル。1998年2月に発売された5thアルバム『HEART』の先行シングルとなっている。また、本作はL'Arc〜en〜Cielにyukihiroが正式加入してから発表した初のシングルでもある。
本作の表題曲「winter fall」は、管楽器や弦楽器が大々的にフィーチャーされたウィンターソングとなっている。なお、この曲にはyukihiroが手掛けたブレイクビーツが採り入れられている。yukihiroは後年に受けたインタビューで、この曲のリズムアプローチについて「ちょうどエヴリシング・バット・ザ・ガールとかがちょっとドラムンベースっぽいアプローチしてて、"ああ、こういうふうにアプローチしたらハマるかな"と思ってやったのが"winter fall"なんですよ」と述べている。ちなみに「winter fall」というタイトルは、作詞者のhydeが考えた造語で、「winter（冬）」と「curtain fall（閉幕）」を組み合わせた、「冬の終わり」を意味するワードとなっている。そのため歌詞は、冬から春にかけての時期が舞台となっている。また、歌詞は、曲名の「冬の終わり」と「恋の終わり」がリンクしたシアトリカルなリリックに仕上げられており、ひとつの恋が冬とともに終わりを迎え、新しい季節を前に、主人公の心だけが冬に取り残されてしまうストーリーになっている。ちなみにこの曲は、前作「虹」や次作「DIVE TO BLUE」と合わせ、本作発売前の1997年に東京ドームで開催したライヴ「1997 REINCARNATION」で先行演奏されている。なお、この曲のプロデュースおよびアレンジには岡野ハジメ（ex.PINK）が参加している。岡野は『True』に収録された楽曲「Caress of Venus」と「"good-morning Hide"」で共同プロデュースおよび共同アレンジを担当しているが、L'Arc〜en〜Cielのシングル作品に関わるのは本作が初となった。そして本作以降、岡野は長きに渡りL'Arc〜en〜Cielの作品の制作に関わることとなり、hydeが岡野を指して「ラルクのもう1人のメンバー」と表現するほど、バンドに欠かせないプロデューサーになっている。（詳細は楽曲解説の項目を参照）
また、表題曲は後年に発表した「snow drop」とならび、L'Arc〜en〜Cielの楽曲の中で知名度の高いウィンターソングとなっており、本作発売から約12年後となる2010年12月24日にはテレビ朝日系列で放送された音楽番組『ミュージックステーション スーパーライブ 2010』において久々にテレビで披露されている。さらに、2021年12月24日にも同番組でこの曲を披露している。ちなみに、L'Arc〜en〜Cielが主催するライヴでは、ヒット作ということもあってか開催季節に関わらず頻繁に演奏されている。余談だが、2024年2月4日に放送されたTOKYO FM系ラジオ番組『SPITZ 草野マサムネのロック大陸漫遊記』において、パーソナリティーの草野マサムネ（スピッツ）が「冬の歌」という選曲テーマの中で「winter fall」を選曲している。草野は同番組において、「winter fall」を選んだ理由について「個人的に日本のロックの冬ソングで、パッってこう浮かんだ曲というのが、ラルクの「winter fall」という曲なんですけども。これ聴いてるとねなんか、90年代の冬の空気がね、蘇りますよね。なんかハイテクスニーカー履いた若者がちょっとこう、冬の街を歩いてるような光景が蘇るというかね」と述べている。また、草野はL'Arc〜en〜Cielというバンドについて「ラルクは曲も歌唱もとても魅力的なんですけども、サウンドがねぇ、すごいタイトでカッコいいので、当時あの、レコーディングのときに参考にしていました。なんかこう、サウンドを参考にするアーティストっていうのは、ほぼ洋楽のアーティストっていうか、洋楽のバンドがほとんどだった中で、ラルクはそんな中で数少ない"音がカッコいいなぁ"って思ったバンドでしたね、邦楽のね」と語っている。ちなみに、tetsuyaとTAKURO（GLAY）が2004年にTOKYO FM系ラジオ番組『やまだひさしのラジアンリミテッドDX』で対談した際、TAKUROが「L'Arc〜en〜Cielの楽曲の中で好きな曲」として、「winter fall」と、インディーズ時代に発表した楽曲「As if in a dream」「予感」の3曲をあげたというエピソードもある。
また、カップリング曲には、新曲として「metropolis」が収められている。さらに、前々作「Lies and Truth」以来2作ぶりに、表題曲からhydeのボーカルトラックを抜き取ったインストバージョン「hydeless version」が収録されている。
なお、L'Arc〜en〜Cielはこのシングルの発売直後にアルバム『HEART』をリリースしているが、その後立て続けにシングルを発表している。結果的にL'Arc〜en〜Cielは、1998年の1年間で7作のシングルをリリースすることになる。このリリースラッシュについて、後年tetsuyaは「sakuraとの時代に4枚のアルバムを出してるんで、早く、1曲でも多く、yukihiroとの曲を増やしたいなっていう気持ちがどこかにあったと思うんですよね。『HEART』を出したあとに「Tour '98 ハートに火をつけろ!」っていうツアーをやったんですけど、いまだにラルクの最大規模のツアーなんですよ。1回でも多くファンの前に出て新しい4人の印象を植え付けたかったし、3枚同時シングルを出したりして、早くこの4人が馴染むようにって」と述懐している。

## リリース

### リリース形態
本作は、通常盤（CD）の1形態でリリースされている。ちなみにフィジカルは、当時8cmシングルとして発表されていたが、2006年のシングル14作品再発企画において12cmシングルで再発売されている。

### チャート
発売初週となる1998年2月9日付のオリコン週間シングルチャートでは、L'Arc〜en〜Cielとして初の首位を獲得している。また、前作「虹」のヒットからの流れでのリリースということもあってか、初動・累計ともに前作を上回る売上枚数を記録している。
そして本作のフィジカルの売上枚数と、表題曲のダウンロード数を合わせると100万ポイント以上を売り上げており、1990年代のL'Arc〜en〜Cielを代表する楽曲の一つとなっている。

## ミュージックビデオ
表題曲「winter fall」のミュージック・ビデオは、竹石渉がディレクターを務めた作品となっている。映像は、アメリカ・カリフォルニア州のデスヴァレーにある塩湖で空撮を交え撮影されている。
このミュージック・ビデオは、1998年4月22日に発表したMV・ライヴ映像集『A PIECE OF REINCARNATION』に初収録されている。また、2019年12月11日には公式YouTubeアーティストチャンネルにおいて、YouTube Music Premium限定で映像の有料公開が開始されている。前述のYouTubeチャンネルでの有料公開開始から約2年4ヶ月後となる2022年4月8日からは、映像の無料公開が開始されている。

## 収録曲
| #         | タイトル                           | 作詞      | 作曲      | 編曲                          | 時間  |
| --------- | ---------------------------------- | --------- | --------- | ----------------------------- | ----- |
| 1.        | 「winter fall」                    | hyde      | ken       | L'Arc〜en〜Ciel, Hajime Okano | 4:55  |
| 2.        | 「metropolis」                     | hyde      | ken       | L'Arc〜en〜Ciel, Hajime Okano | 4:24  |
| 3.        | 「winter fall (hydeless version)」 |           | ken       | L'Arc〜en〜Ciel, Hajime Okano | 4:51  |
| 合計時間: | 合計時間:                          | 合計時間: | 合計時間: | 合計時間:                     | 14:10 |

## 楽曲解説
1. winter fall
  - 作詞: hyde / 作曲: ken / 編曲: L'Arc〜en〜Ciel & Hajime Okano

コーラスワークが印象深い幻想的なウィンターソングとなっており[10]、ストリングスやブラスのサウンドを導入し華やかなアレンジを施した楽曲となっている。作曲を担当したken曰く、この曲を作り始めた時期が冬だったこともあり、「冬の海[11]」「砂浜に打ち寄せる波、そんな雰囲気をイメージして書いた[11]」という。ただ、曲の原型を作った後、デモ音源を録ることになったタイミングがたまたま"夏"の時期であったことから、kenの中で曲のイメージが「海の家のスピーカーから鳴ってるような感じ[5]」に変わったといい、作詞を手掛ける前のhydeに「夏の雰囲気を感じる曲」とイメージを伝えたという。ただ、デモ音源を聴いたhydeの印象は「スキー場でかかってるイメージだった[5]」といい、結果的にhydeの意向により"冬"や"雪"を題材にした歌詞が書かれることとなった。ちなみに、この曲の原型はコンサートツアー「CONCERT TOUR '96〜'97 Carnival of True」を終えた直後に作られたため[11]、kenは「構成だったり楽器の組み合わせの作り方は、『True』の名残がより出てる[12]」と、この曲の印象について述べている。
この曲の編曲作業には、アルバム『True』に収録された「Caress of Venus」と「"good-morning Hide"」で共同プロデュースおよび共同アレンジを担当した岡野ハジメ（ex.PINK）が参加している。この曲が岡野が共同プロデュースを手掛けた、最初のL'Arc〜en〜Cielのシングル表題曲となっている。また、ストリングスおよびホーンアレンジ作業には、ピチカートファイヴやMONDO GROSSOの作品制作に携わった村山達哉に加え、作曲者であるkenが参加している。
この曲のアレンジ作業について、岡野ハジメは「"winter fall"は8割ぐらいkenちゃんのプリプロ段階で完成していたと思います。コードの感じやメロディ、ストリングス、ブラスの基礎構造はkenちゃんデモの段階で出来上がっていたので、"これは凄いな"と思いました。そう、俺はこの曲にリズム・アンド・ブルースを感じるんですよ。黒人音楽的な躍動感というか…。（中略）当時kenちゃんはまだプロ・ツールスを持っていなかったので、シーケンサーとかを使った打ち込みによるデモだったと思いますけど、俺はそれをさらにメジャー感が出るようにブラッシュ・アップしただけで、基礎構造はkenちゃんが作ったままです。単にロック・バンドのギタリストというだけじゃなくて、アレンジとかもできる素晴らしいミュージシャンだなと思いました[13]」と語っている。また、kenの楽曲制作について、岡野は「kenちゃんはアレンジができて、譜面の読み書きもできる人です。彼と仕事をしていて、凄く勉強になったのは…（中略）kenちゃんは内声に凄くこだわるんですよね。ギタリストだからでしょうけど、ミッドのところをどうするか、歌と他の楽器の音が当たっていないか、ストリングスの中でビオラの帯域をどうするか？といった、内声の動きにこだわるんです[14]」「kenちゃんはたまに、リズム・テイクだけだと、最終的にどういう音楽になるかわからないようなギターを弾くことがあるんです。1音だけピーン!という音を弾いて、この音は何で鳴ってるのかなと思っていたら、あとでストリングスやいろいろな音が出揃った時に、"このピーンはトップ・ノートだったんだ。やっと分かった"なんていうこともありました。最初から、重ねた末にそういうハーモニーになることをちゃんと検証できて弾いているんです[14]」と、2019年に発表した自身の書籍において評価している。メンバーであるtetsuyaも、kenのアレンジ作業について「彼はギターに対してというよりも全体を見てるから。ギタリストだからそれをギターでやろうっていうタイプじゃなくて、全体を考えてる[15]」と評している。さらにyukihiroは、この曲の印象について「kenのこだわりを感じた曲ですね。ストリングス・アレンジとか、そういう音の積み重ね方とか[15]」とアルバム発売当時のインタビューで語っている。
この曲では、透明感と奥行きのあるアルペジオが印象的なギターアプローチを感じることが出来るが、かなり凝った音作りが行われている[16]。まず、この曲ではフェンダー・カスタム・ショップ製のストラトキャスターを使い、ピックアップをフロントにセットしたうえで弾いた音を、3つのラインに分けている[16]。1番目のラインはラック式アンプ「Groove Tubes SLO 75」とマーシャルのスピーカーというセットアップになっており[16]、2番目のラインはコーラスとディレイをかけたうえで卓に入力している[16]。そして3番目のラインはワーミーをかけ、1オクターブ上の音をプラスしているが、こちらもアンプを使わずライン入力となっている[16]。さらに、スタインバーガーの12フレットにカポタストを取り付け、1オクターブ上でプレイした音もダビングしている[16]。ちなみにギターソロパートでは、フュージョンやジャズ系のサウンドをイメージし[16]、1967年製のギブソン・ES-345にコンプレッサー「Orange Squeezer」をつけてレコーディングを行っている[16]。
また、この曲のベース録りについてtetsuyaは「（アルバム『HEART』に収録された楽曲の中で）この曲だけ使ってるベースが違うんですよ。そのへんはkenのイメージがあったみたいで[17]」と語っており、kenの意を汲んだうえでベース録りが行われている。ちなみに、この曲のレコーディングでtetsuyaは珍しく1971年製のギブソン・EB-3（SGベース）を使用しており[16]、全編にわたりフィンガー・ピッキングで弾いている。さらにアンプは、オールドと1987年製のAmpeg-SVTを使用しており[16]、オールドの方はフェンダーのスピーカーと組み合わせ中域を主体とし[16]、87年製の方は低域を全面に出した音作りを行っている[16]。
ドラム録りにおいても、ベース録りと同様にkenの求めるサウンドがあったという。具体的にはkenから「ローファイなサウンドがほしい[16]」というリクエストがあったといい、その音を再現するためアルバム『HEART』に収録された楽曲の中で唯一異なるドラムセットを使いレコーディングを行っている[3]。ドラムアプローチについて、yukihiroは「俺の感じではちょっと古い音で、でもしっかり後押ししてるような感じの。だからこの曲だけはドラムセットを小さくして、狭い部屋に入れて、すごくデッドな感じで録った。マイクはたぶん2〜3本しか立ってなかったと思う[3]」と語っている。
また、yukihiro曰く、ジャングルの要素も意識していたといい[3]、曲中にブレイクビーツが終始採り入れられている[3]。後年に受けたインタビューでyukihiroは「ちょうどエヴリシング・バット・ザ・ガールとかがちょっとドラムンベースっぽいアプローチしてて、"ああ、こういうふうにアプローチしたらハマるかな"と思ってやったのが"winter fall"なんですよ[4]」と語っている。ちなみにyukihiro曰く、この曲のイメージについてkenから「スウィング・アウト・シスターみたいな感じ[4]」という話をされていたという。レコーディング前にこの話を聞いたyukihiroは「"…えぇ？8ビートの速い曲だよねぇ"って（笑）[4]」「速い8ビートの曲に対する捉え方が、kenは面白い[4]」と思ったという。
歌詞はシアトリカルなリリックとなっており、作詞者であるhydeが"冬"や"雪"に対して抱いている、憧れのようなフレーズが綴られている。この憧れの感情には、hydeが雪のほとんど降らない地域で育ったという背景が影響しており、＜目を閉じた僕は冬の冷たさを 今でも暖かく感じている＞など、冬を題材にしながらも温もりを感じるようなフレーズが歌詞に散りばめられている。歌詞のイメージについて、hydeは「雪国の人はあんまり雪が好きじゃないらしいですけど、僕は雪のない所で育ってるから、凄くワクワクする。そういう雰囲気を出せればいいかなって[5]」「人間って、寒いときは温まろうとするじゃないですか。寒いからこそ、ストーブでちょっと温めようとか、お鍋しようとか。そういうのがいいなと思うんですよね。だから、僕のなかでは、冬ってあったかいイメージなんです[18]」と語っている。ちなみに、hydeはこの曲の作詞作業にはかなり苦労したといい、本作発売当時のインタビューにおいて「（作詞は）すっごい煮詰まりました。曲を貰った時は色恋沙汰めいた雰囲気を感じたんですけど、僕の精神状態が全然そういうものじゃなかったっていうのが大きいですね。だから、そういう雰囲気に自分を持って行くのがいちばん難しかった。でもアルバム（『HEART』）のバリエーションを考えた時に、これはこれで突き詰めた方がいいんじゃないかと思った[10]」と語っている。
ちなみに、タイトルはhydeが考えた造語で、「winter（冬）」と「curtain fall（閉幕）」を組み合わせた、「冬の終わり」を意味するワードとなっている[5]。また、歌詞は曲名の「冬の終わり」と「恋の終わり」がリンクしたリリックに仕上げられており、ひとつの恋が冬とともに終わりを迎え、新しい季節を前に、主人公の心だけが冬に取り残されてしまうストーリーになっている。そのためこの曲は、＜僕は失くした面影探してしまうけど 春の訪れを待ってる そびえたつ空囲まれて しらん顔でもえる太陽＞というフレーズで締め括られている。
2. metropolis
  - 作詞: hyde / 作曲: ken / 編曲: L'Arc〜en〜Ciel & Hajime Okano

淫猥な歌詞と不安定で妙なサウンドが印象的な楽曲[11]。作曲を担当したken曰く、L'Arc〜en〜Cielに自身が加入する遥か前となる、本作発売の約10年前頃にはこの曲の原型が存在していたという[17]。この曲の原型を作った当時にkenがジューダス・プリーストなどのヘヴィ・メタルに傾倒していたことから[11]、ken曰く原型のイメージは「ヘヴィメタの人が、がんばってニュー・オーダーにしたかったっていう感じ[17]」だったという。
新たにL'Arc〜en〜Cielでレコーディングするにあたり、kenは「サウンドの壊れ具合[17]」をテーマに制作したといい、ken曰く「ループにしたyukihiroのドラムも、ベースも全部仮で録ったものをいかした[17]」という。ちなみに、tetsuyaはプリプロダクションで弾いたベースが本番テイクに採用されると思っていなかったようで[5]、「（プリプロは）シャレで弾いたから（デヴィッド・ボウイの）「レッツ・ダンス」のフレーズとか入ってるんですよ（笑）[5]」と述べている。
また、この曲のリズム制作では、まずyukihiroがドラムを叩き、その生音をサンプリングしコラージュのように音を繋ぎ合わせ、そのループにさらにリズムをのせている。そのため、yukihiroはプリプロでハットだけを別途で叩く作業を行っている[5]。kenは、この曲のレコーディングを振り返り「yukihiroがループのアイデアをくれて、それでやってみたらハマって、"じゃあちょっと合わせてみる？このループに"って演奏したんですよ。それが力が抜けてて、再現性がない部分とかがあって、いい壊れ具合だったんです。そのいい壊れ具合と大音量で聴いて、ちょっと身体が浮き出すような感じが出ればいいなと思ってたんで、その雰囲気がその時点で出たから、録り直すまでもないなって[5]」と述べている。また、この曲のスネアの音色は、かなり高い音に設定されている[19]。yukihiroは、高い音色にした経緯について「ピッコロ・スネアをパンパンにチューニングして出した音です。スネアの音色を高くするとキックとの間に大きな音程差が生まれる。そのカンジが好きなんです[19]」と述べている。
さらに、kenはこの曲に対し、「腕が折れてしまって、うまく弾けないバイオリニストが弾いてるフレーズ[5]」「マッチョでめちゃくちゃブキッチョな人の鉄琴[17]」といった不可思議なサウンドを入れたい思いがあったといい、こういったkenの入れたい音色を重ねていく作業も行われている。
ちなみに、制作当初この曲はシングルの表題曲候補のひとつだったといい、アレンジ案が複数パターン存在していたという[5]。それらの中には、この曲をサンバ調にするアレンジ案もあったといい、その案を踏まえてこの曲は「猪木ボンバイエ」という仮タイトルが付けられていた[20]。ただ、サンバ調にする案は、制作途中で白紙化されることになった[20]。
この曲のタイトルは、1927年に公開されたモノクロサイレント映画『メトロポリス』から取られており、作詞を担当したhydeは「アンドロイドがいる世界はどんな世界だろう？どこにいるのか？って、説明するときに映画のタイトルが浮かんだ[5]」と、曲名を決めた経緯について語っている。また、hydeは、歌詞に＜アンドロイド＞を登場させた理由について「（楽曲に）最初からいやらしいイメージがあって、出来上がったオケを聴いてると、なんとなくそのイメージの中に退廃的なものを感じたんですよ。たとえるなら映画『ブレードランナー』的な、ああいう雰囲気を感じた[5]」と語っている。ちなみに、hydeは本作発売当時のインタビューにおいて、歌詞のモチーフにした映画『ブレードランナー』の世界観とこの曲のイメージについて「普通のSF映画じゃなくて、『ブレードランナー』はもっと…ブランデー的なイメージがあるんですけど。ブランデーっていうのもあれだけど、例えばロンドンって近代的になっても古い建物とかあるじゃないですか？『ブレードランナー』もそういう感じで、建物をよく見ると柱とか古かったりするじゃないですか？そういう退廃的でモダンな感じかな[5]」と語っている。
余談だが、当時hydeは作品が完成するたびに、恩師である小学校の先生にCDを送っていたそうだが、この曲の歌詞が淫猥であったため、送付することを躊躇したという（結果的には送っている）。ちなみに、2006年にバンド結成15周年を記念し開催したライヴ「15th L'Anniversary Live」では、この曲を披露する際に、エロティックな歌詞の内容に合わせ、会場のスクリーンにメンバーの股間部分を頻繁に映し出す演出が行なわれている。
本作発売翌年となる1999年にはyukihiroが手掛けたリミックスバージョン「metropolis -android goes to sleep mix-」が発表されており、その音源は15thシングル「HEAVEN'S DRIVE」のカップリングとして収録されている。このリミックスは、yukihiro曰く「スロウなハウスを意識した」といい[21]、音源のイメージについて「ダウナーな、朝方かかるような。踊り疲れたあとにどうぞっていう感じ[22]」と語っている。また、エロティックなイメージで原曲の歌詞が手掛けられていることもあってか、yukihiroは「もうちょっとエッチな感じにしたかった[21]」といい、原曲からテンポを落とし気怠い印象のある音源にリミックスされている[21]。ちなみにyukihiroは、このリミックスをリリースしたタイミングで受けた音楽誌のインタビューで「今まででやったリミックスの中でこれが一番気に入ってます[21]」とコメントしている。2000年にはリミックスアルバム『ectomorphed works』にシングル収録版とは別バージョンのリミックス音源「metropolis [android goes to be a deep sleep mix]」が収録されている。リミックスアルバムに収録されたバージョンでは、シングル収録版よりも爽やかなイメージのあるミックスにするため、あえて音数を減らしている[23]。ちなみに、yukihiroが2014年8月21日にacid android名義で企画・開催したDJ&ライヴイベント「acid android in an alcove vol.7」において、DJとして出演したyukihiroはリミックスアルバムに収録されたバージョンをフロアでかけている[24]。
さらに、2011年にはパートチェンジバンド、P'UNK〜EN〜CIELとして、tetsuyaのディレクションのもとリアレンジしたうえで、この曲をセルフカバーしている。このセルフカバーは、37thシングル「GOOD LUCK MY WAY」に「metropolis –2011–」として収録されている。このセルフカバーでは、tetsuyaの意向によりサイモン&ガーファンクル風にアレンジされており、同アーティストの代表曲のひとつである「冬の散歩道」を彷彿とさせるギターリフのループが印象的なカバーに仕上げられている。

## タイアップ
winter fall
- テレビ朝日系列放送・アメリカCBS製作ドラマ『シカゴ・ホープ』第2シーズンイメージソング

## 参加ミュージシャン
- hyde：Vocal
- ken：Guitars
- tetsu：Bass
- yukihiro：Drums
- winter fall
  - ken：Strings & Horns Arrangement, Keyboard Programming
  - 村山達哉：Strings & Horns Arrangement
  - 佐々木真理：Piano
  - 金原千恵子ストリングス：Strings
  - 佐々木史郎セッション：Horns
  - Chinpaul Gorichie：Female Chorus
  - yukihiro：Beat Programming
  - 斎藤仁：Manipulate

## カバー・サンプリング
（※）音源がフィジカル・デジタルで販売されているものに限り記載する。
- laica breeze （2004年、サンプリング、シングル「STANDING STILL (winter fall Re-calling)」に収録）
- SATOMI' （2007年、カバー、カバーミニアルバム『SINGS 〜Winter, and Luv〜』に収録）
- 玉置成実 （2007年、カバー、シングル「Winter Ballades」に収録）
- moumoon （2013年、カバー、配信楽曲「winter fall」）
- 天才凡人 （2021年、カバー、アルバム『10才凡人』に収録）

## 収録アルバム
オリジナルアルバム
- 『HEART』 (#1)

ベストアルバム
- 『Clicked Singles Best 13』 (#1)
- 『The Best of L'Arc〜en〜Ciel 1994-1998』 (#1)
- 『The Best of L'Arc〜en〜Ciel c/w』 (#2)
- 『TWENITY 1997-1999』 (#1)